# Termodinámica biológica
La termodinámica biológica es el estudio cuantitativo de las transformaciones de energía que ocurren entre organismos, estructuras y células vivas, y de la naturaleza y el funcionamiento de los procesos químicos subyacentes de estas transducciones. La termodinámica biológica puede abordar la pregunta de si el beneficio asociado con cualquier rasgo fenotípico en particular vale la inversión de energía requerida.

## Historia
El médico y bioquímico alemán-británico Hans Krebs' 1957 El libro Transformaciones de Energía en Materia Viviente (escrito con Hans Kornberg) fue la primera publicación importante en la termodinámica de reacciones bioquímicas. Además, el apéndice contenía la primera publicación de tablas termodinámicas en la historia, escritos por Kenneth Burton, que contenían constantes de equilibrio y formaciones de energía libre de Gibbs para especies químicas, permitiendo calcular reacciones bioquímicas que todavía no han ocurrido.
El no equilibrio termodinámico ha sido aplicado para explicar cómo organismos biológicos pueden desarrollar el desorden. Ilya Prigogine desarrolló métodos para el tratamiento termodinámico de tales sistemas. El llamó a éstos sistemas disipativos, porque están formados y sustentados por los procesos disipativos que intercambian energía entre el sistema y su entorno, y porque desaparecen si aquel intercambio cesa. Se puede decir que viven en simbiosis con su ambiente. Las transformaciones de energía en biología son principalmente dependientes de la fotosíntesis. La energía total capturada por fotosíntesis en las plantas verdes de la radiación solar es aproximadamente 2 x 10^23 joules de energía por año. La energía anual capturada por la fotosíntesis en plantas verdes es aproximadamente 4% de la energía de sol total que logra llegar a la Tierra. Las transformaciones de energía en las comunidades biológicas alrededor de las fuentes hidrotermales son excepciones; éstas oxidan azufre, obteniendo su energía vía quimiosíntesis en lugar de fotosíntesis.

## El enfoque de la termodinámica en biología
El campo de termodinámica biológica está enfocado en principios de termodinámica química en biología y bioquímica. Los principios cubiertos incluyen la primera ley de termodinámica, la segunda ley de termodinámica, energía libre de Gibbs, termodinámica estadística, reacción cinética, y en la hipótesis del origen de vida. En el presente, la termodinámica biológica se ocupa con el estudio de la dinámica bioquímica interna como: hidrólisis de ATP, estabilidad de proteínas, unión de AdN, difusión de membrana, cinética de enzimas,  y otras energía esencialen vías controladas. En términos de termodinámica, la cantidad de energía capaz de hacer el trabajo durante una reacción química está medido cuantitativamente por el cambio en la energía libre de Gibbs. El físico-biólogo Alfred Lotka intentó unificar el cambio en la energía libre de Gibbs con la teoría evolutiva.

### Transformación de energía en Sistemas Biológicos
El sol es la fuente primaria de energía para organismos vivientes. Algunos organismos vivientes como las plantas necesitan la luz del sol directamente mientras otros organismos como los humanos pueden adquirir energía del sol indirectamente. Existe sin embargo evidencia de que algunas bacterias pueden prosperar en entornos duros como la Antártida, como evidencia están las algas azuladas bajo las gruesas capas de hielo en los lagos. No importa cuál es el tipo de especie viviente, todos los organismos vivos deben capturar, transducir, almacenar, y usar energía para vivir.
La relación entre la energía de la entrada de la luz del sol y su longitud de onda λ o la frecuencia ν está dada por
{\displaystyle E={\frac {hc}{\lambda }}=h\nu ,}
donde h es la constante de Planck (6.63x10^(−34)Js) y c es la velocidad de la luz (2.998x10^8 m/s). Las plantas atrapan esta energía de la luz del sol y se someten a fotosíntesis, convirtiendo efectivamente la energía solar a energía química. Para transferir la energía una vez más, los animales se alimentarán de plantas y usan la energía de los materiales de planta digerida para crear macro moléculas biológicas.

## Ejemplos

### Primera Ley de la Termodinámica
La primera Ley de la Termodinámica es un enunciado de la conservación de energía; aunque puede cambiar de una forma a otra, la energía no puede ser creada o destruida. A partir de la primera ley, el principio llamado la Ley de Hess surge. La ley de Hess establece que el calor absorbido o tomado de una reacción determinada debe ser siempre constante e independiente de la manera en que la reacción se lleva a cabo. A pesar de que algunas reacciones intermediarias pueden ser endotérmicas y otras pueden ser exotérmicas, el calor total intercambiado es equivalente al calor intercambiado producido directamente por el proceso. Este principio es la base de la calorimetría, un instrumento utilizado para determinar la cantidad de calor en una reacción química. Dado que toda energía entrante al cuerpo humano se debe a alimentos y en última instancia, oxidada, el total de calor producido deberá ser estimado por medio de la medición de calor producido por la oxidación de la comida en un calorímetro. El calor es expresado en kilocalorías, unidad común de energía, usualmente expresada en la información nutrimental de los alimentos.
.

### Segunda Ley de la Termodinámica
La Segunda Ley de la Termodinámica establece principalmente si es posible o no llevar a cabo un determinado proceso. La Segunda Ley establece que ningún proceso de la naturaleza puede ocurrir a menos de que sea acompañado de un incremento de la entropía en el universo. Propuesto de otra manera, un sistema aislado tenderá siempre al desorden. Se suele confundir, de manera errónea, a los organismos vivos como desafiantes a la Segunda Ley por su capacidad de incrementar su nivel de organización. Como corrección a esta mala interpretación, hay que describir y apegarse a la definición de sistema y límite. Un organismo vivo es un sistema abierto, capaz de intercambiar tanto materia como energía con su entorno. Por ejemplo, un ser humano que consume alimento, lo descompone en compuestos más simples, utilizados para formar células, tejidos, ligamentos, etc. Este proceso incrementa el orden dentro del cuerpo, y reduce su entropía. Sin embargo, los seres humanos conllevan una constante serie de procesos, tales como: 1) Transferir calor a la ropa y otros objetos que entran en contacto con él, 2) Generar convección, resultado de la diferencia de temperatura entre el cuerpo y el medio ambiente, 3) Irradiar calor al espacio adyacente, 4) Consumir sustancias que contienen energía (i.e. alimento), y 5) Eliminar desperdicios (e.g., dióxido de carbono, agua, componentes presentes en el aliento, orina, heces, sudor, etc.) Tomando todos estos procesos en cuenta, el total de la entropía del sistema incrementa. Cuando la persona muere, ninguno de los procesos anteriormente mencionados se llevan a cabo, cualquier interrupción de los procesos 4 ó 5 conducirían rápidamente a la morbilidad y/o mortalidad de la persona.

### Energía Libre de Gibbs
En sistemas biológicos, generalmente la energía y la entropía cambian a la vez. Por lo tanto, es necesario ser capaz de definir la función que describe dicho proceso simultáneo. Esta función de estado es la definición de Energía Libre de Gibbs, G.
G = H − TS
Donde:
•	H es la entalpía (Unidad del SI: Joule, J) 
El cambio en la energía libre de Gibbs puede ser usado para determinar si una determinada reacción química puede o no ocurrir de manera espontánea. Si ΔG tiene valor negativo, la reacción puede ocurrir de manera espontánea. Así mismo, si ΔG tiene valor positivo, la reacción no es espontánea. Las reacciones químicas pueden “acoplarse” juntas si comparten intermediarios. En este caso, la totalidad de cambio de la energía libre de Gibbs es igual a la sumatoria de los valores de ΔG para cada reacción. Por consiguiente, una reacción desfavorable (ΔG1 con valor positivo) puede ser accionada por una segunda reacción favorable (ΔG2 con valor negativo tal que la magnitud de ΔG2 es mayor que la magnitud de ΔG1). Por ejemplo, la reacción de glucosa con fructosa para formar sacarosa tiene un valor de energía libre de Gibbs ∆G=+5.5 kcal/mol. Por esta razón la reacción no ocurre de manera espontánea. La ruptura química de ATP para formar ADP y un fosfato inorgánico tiene el valor de ∆G=-7.3 kcal/mol. Estas dos reacciones pueden ser agrupadas, de manera que la glucosa se une con el ATP para formar glucosa-1-fosfato y ADP. La glucosa-1-fosfato es, posteriormente, capaz de enlazarse con fructosa, produciendo sacarosa y un fosfato inorgánico. El valor de ∆G del agrupamiento de la reacción anterior es -1.8kcal/mol, indicando que la reacción puede llevarse a cabo de manera espontánea. El principio que permite del agrupamiento de reacciones para alterar el cambio de la energía libre de Gibbs es el mismo principio que describe a todas las acciones enzimáticas en los organismos biológicos.